# Scandal (banda estadounidense)
Scandal (también llamados y conocidos actualmente como Patty Smyth and Scandal) es una banda de rock estadounidense de la década de 1980 y su vocalista es Patty Smyth. La banda obtuvo gran éxito en los Estados Unidos con su canción "The Warrior", que alcanzó el puesto #7 en 1984. Otros éxitos menores incluyeron a canciones como "Goodbye to You" (1982 - #65 EE. UU.), "Love's Got A Line On You" (1983 - #59 EE. UU.), y "Hands Tied" (1984 - #41 EE. UU.).

## Carrera
Scandal se formó en Nueva York en 1981 por el guitarrista Zack Smith, quien también escribió la mayoría de los éxitos de la banda. Los otros miembros iniciales incluyen a: el bajista Ivan Elias (1950-1995), el guitarrista Keith Mack, el guitarrista Jon Bon Jovi (brevemente), el teclista Benjy King, el baterista Frankie LaRocka, y la vocalista Patty Smyth. Thommy Price sustituye posteriormente a Frankie LaRocka.
La banda tuvo mucho éxito al principio, pero debido a conflictos internos del grupo y su compañía discográfica, se disuelve lentamente. Por el momento los únicos miembros de la banda, Smyth y Mack, continuaron la gira en 1984 de "The Warrior". Scandal se disolvió poco después de finalizar la gira. El grupo (menos Ivan Elias, quien murió de cáncer en junio de 1995) se reunieron en 2004 para el programa VH1 Bands Reunited e hicieron una serie de conciertos en la costa este de Estados Unidos que culmina en un espectáculo en el Irving Plaza en su ciudad natal (Nueva York) el 9 de febrero de 2005. Durante el verano de 2006, la banda (excepto Thommy Price) se reúnen nuevamente para VH1, la gira "We Are The 80's", tocando una serie de grandes - sobre todo al aire libre - lugares y ganando la aclamación de la crítica. Durante el verano y el otoño de 2007, estuvieron nuevamente de gira (esta vez sin Zack Smith).
En julio de 2008, la revista Billboard informó el próximo lanzamiento de nueva música de Patty Smyth y Scandal (con sus miembros originales, Keith Mack y Benjy King). En una actuación en Dewey Beach, el 3 de agosto de 2008, Smyth señaló que Scandal lanzará un nuevo EP de cinco canciones en un futuro próximo. Scandal también realiza una de sus nuevas canciones, "Trust In Me". Otros nuevos títulos incluyen "Make It Hard" y "End Of The Girl". Patty Smyth & Scandal estrenó su primer sencillo como una banda ("Hard For You To Love Me", también conocida como "Make It Hard") en más de 24 años, el 17 de enero de 2009 en Ridgefield, CT con una ovación de pie. Smyth señaló que la canción estará disponible para la compra digital en febrero de 2009, con el nuevo EP. Sin embargo, el sencillo se retrasó a finales de 2009 como el EP se expandió a un álbum de larga duración según el blog de Patty Smyth, en mayo de 2009.

## Miembros
- Patty Smyth (vocalista) (1981-1985, 2004-)
- Zack Smith (guitarra) (1981-1984, 2004-2006)
- Keith Mack (guitarra) (1982-1985, 2004-)
- Benjy King (teclados/guitarra) (1982-1984, 2004-)
- Ivan Elias (bajo) (1982–1984)
- Kasim Sulton (bajo) (2004–2005)
- Tom Welsch (bajo) (2007-)
- Frankie LaRocka (batería) (1981-1982)
- Thommy Price (batería) (1982-1984, 2004-2005)
- Eran Asias (batería) (2007-)

## Discografía

### Álbumes
- Scandal (EP) (1982) - #39 U.S.  (RIAA: Oro)
- The Warrior (1984) - #17 U.S.   (RIAA: Platino)
- TBA (fines de otoño de 2009)

### Compilaciones
- Scandalous (1992)
- We are the '80s (2006)

### Sencillos
| Año  | Canción                    | US Hot 100 | US MSR | UK singles | Álbum        |
| ---- | -------------------------- | ---------- | ------ | ---------- | ------------ |
| 1982 | "Goodbye to You"           | 65         | 5      | -          | Scandal (EP) |
| 1983 | "Love's Got A Line On You" | 59         | 28     | -          | Scandal (EP) |
| 1983 | "Win Some, Lose Some"      | -          | -      | -          | Scandal (EP) |
| 1984 | "The Warrior"              | 7          | 1      | 86         | The Warrior  |
| 1984 | "Hands Tied"               | 41         | 21     | -          | The Warrior  |
| 1984 | "Beat Of A Heart"          | 41         | 10     | -          | The Warrior  |
| 2010 | "Hard For You To Love Me"  | -          | -      | -          | TBA          |

## Videoclips
Scandal ha publicado los siguientes videoclips de:
- "Goodbye To You"
- "Love's Got A Line On You"
- "The Warrior"
- "Beat Of A Heart"
- "Hands Tied"